# シンプルメン
『シンプルメン』（Simple Men）は、1992年製作のアメリカ映画。ハル・ハートリー監督・脚本。

## ストーリー
話は、過去に英雄として崇められ、現在は国防省爆破事件の犯人として、刑務所に拘留されている元野球選手の父を持つ、兄ビルと弟デニスを中心に展開する。
ビルは、少しマヌケな犯罪者。恋人に強盗で稼いだお金を取られ逃げられてしまう。一方のデニスは、マジメな学生で、脱走した父親を探すことに一生懸命であった。二人は、ロングアイランドに一緒に向かうが、ビルの本音はそれどころではなく、警察や元恋人への復讐の方が重要であった。
旅を続ける二人の前に、助けを求めるケイトとその友人エリナがあらわれる。彼女たちを陥れようと画策するビルであったが、いつしかケイトに恋心を抱くことになってしまう。

## キャスト
- ロバート・ジョン・バーク - ビル
- ビル・セイジ - デニス
- エリナ・レーヴェンソン - エリナ
- マーティン・ドノヴァン - マーティン
- カレン・サイラス - ケイト
- ホリー・マリー・コームズ　- キム

## 主な受賞
- 1992年度 インディペンデント・スピリット賞 最優秀助演女優賞ノミネート（カレン・サイラス）

## その他
- 本編中のダンスシーンで流れる曲は、ソニック・ユースのKool Thing。アルバム「Goo」に収録されている。
- ポリスターより、本編で使用されている曲、及び『ニューヨーク・ラブストーリー』『トラスト・ミー』『サバイビング・デザイア』『セオリー・オブ・アチーブメント』の使用曲が収録されているサウンドトラック、『ミュージック・フロム・ザ・フィルムズ・オブ・ハル・ハートリー』が発売された。 ASIN B00005FO83 （現在は廃盤）。